# Simon (israelisk stamfader)
Simon är i Bibeln en av Jakobs söner med hans hustru Lea. 
När hans bröder enligt Josefs vilja gav sig av för att hämta den yngste brodern Benjamin stannade Simon kvar som gisslan i Egypten. Han ses som grundaren av en av Israels stammar.